# Pauline Étienne
Pauline Étienne (26 de juny de 1989) és una actriu belga. Entre les seves pel·lícules destacades cal esmentar Le Bel Âge i Silent Voice, per la quals va guanyar el premi Lumières a la millor actriu revelació el 2010.

## Vida i carrera professional
Pauline Étienne va créixer a Ixelles. Aviat va tenir un fort interès pel teatre i la música i es va incorporar a un taller de teatre durant la seva adolescència.
Als 18 anys, va debutar a la pantalla amb un paper menor a la pel·lícula Élève libre dirigida per Joachim Lafosse. El seu moment revelador va arribar amb Le Bel Âge en què va actuar davant de Michel Piccoli i amb la qual va guanyar el premi d'actriu al Festival international des jeunes réalisateurs de Saint-Jean-de-Luz.
El seu treball a Qu'un seul tienne et les autres suivront, dirigit per Léa Fehner, li va permetre guanyar el premi Lumière a la millor actriu revelació de 2010, i també l'Étoile d'or de la presse a la millor revelació femenina. El 2013 va aparèixer en una nova versió de la pel·lícula de l'obra de Denis Diderot La religiosa. El 2020 va assumir un dels papers protagonistes a la sèrie de televisió de Netflix Into the Night.

## Filmografia

### Pel·lícules
- 2008: Private Lessons dirigida per Joachim Lafosse - Delphine
- 2009: Le Bel Âge dirigida per Laurent Perreau - Claire
- 2009: Silent Voice dirigida per Léa Fehner - Laure
- 2010: Black Heaven dirigida per Gilles Marchand - Marion
- 2012: Paradis perdu dirigida per Ève Deboise - Lucie
- 2013: The Nun, dirigida per Guillaume Nicloux - Suzanne Simonin
- 2013: 2 Autumns, 3 Winters dirigida perSébastien Betbeder - Lucie
- 2014: Eden dirigida per Mia Hansen-Løve - Louise
- 2014: Tokio Fiancée dirigida per Stefan Liberski - Amélie
- 2017: The Midwife

### Televisió
- 2011: Comment va la douleur ? dirigida per François Marthouret – Fiona
- 2011: Une vie française dirigida per Jean-Pierre Sinapi – Marie Blick
- 2016: The Bureau dirigida per Éric Rochant – Céline Delorme
- 2016: Public Enemy – Jessica
- 2020: Into the Night dirigida per Inti Calfat i Dirk Verheye – Sylvie Bridgette Dubois